# Carter Smith
Carter Smith (Bowdoinham, 6 settembre 1971) è un regista, sceneggiatore e fotografo statunitense.

## Biografia
Carter Smith è nato a Bowdoinham nel Maine, ma la sua famiglia si è trasferita a New York quando lui era solo un bambino. A New York si laurea alla Mt. Ararat High School per poi iscriversi al Fashion Institute of Technology, ma decide in un secondo momento di abbandonare gli studi per dedicarsi alla sua passione per la fotografia. Smith ha girato servizi fotografici per Vogue, GQ, W e molte altre agenzie di moda. Nel 2006 ha diretto anche un film, Bugcrush, versione cinematografica del racconto di Scott Treleaven. Nel 2006 gira un nuovo film, Rovine, col quale raggiunge la notorietà.
È apertamente gay.

## Filmografia

### Regista
- Me and Max - cortometraggio (1998)
- S Club 7: Reach - video musicale (2000)
- Bugcrush - cortometraggio (2006)
- Boys Life 6, regia di vari registi (2006) Uscito in home video
- Rovine (The Ruins) (2008)
- Boys on Film 3: American Boy, regia di vari registi (2009)
- Yearbook - cortometraggio (2011)
- Jamie Marks Is Dead (2014)
- Keith Urban Blue Ain't Your Color - video musicale (2016)
- Keith Urban: Never Comin Down - video musicale (2018)
- Sucker - cortometraggio (2018)
- Into the Dark – serie TV, 1 episodio (2018)
- Swallowed (2022)

### Sceneggiatore
- Bugcrush (2006) Cortometraggio
- Boys Life 6 (2007) Uscito in home video
- Jamie Marks Is Dead (2014)

### Produttore
- Yearbook (2011) Cortometraggio